# 東京中央農業協同組合
東京中央農業協同組合（とうきょうちゅうおうのうぎょうきょうどうくみあい）は、東京都世田谷区粕谷に本店を置き、大田区、品川区、世田谷区、目黒区、杉並区、中野区、新宿区で事業を行う農業協同組合である。JA東京中央ともいう。

## 沿革
- 1996年（平成8年）4月　JA大田・JA大森・JA城西・JA千歳・JA砧・JA杉並中野が合併

## 本支店
- 本店：世田谷区粕谷
- 世田谷区
  - 千歳支店：粕谷
  - 砧支店：喜多見
  - 鎌田支店：鎌田
  - 烏山支店：南烏山
  - 芦花支店：南烏山
  - 山野支店：砧
  - 船橋支店：船橋
- 大田区
  - 田園調布支店：田園調布本町
  - 馬込支店：南馬込
  - ハウジング馬込支店：南馬込
  - 仲池上支店：仲池上
  - 矢口支店：多摩川
- 杉並区
  - 井荻支店：今川
  - 杉並中野支店：桃井
  - 城西支店：成田東
  - 高井戸支店：高井戸東
- 中野区

## 子会社
- JA東京中央セレモニーセンター